# Gerrit van Dokkum
Gerard Willem Pieter (Gerrit) van Dokkum (Utrecht 19 februari 1870 - aldaar, 24 juli 1931) was een Nederlandse kunstenaar die tevens diverse daarmee verbonden werkzaamheden verrichtte. 
Gerrit van Dokkum was de zoon van de kunstenaar/ontwerper Gerardus Willem van Dokkum en een leerling van Jozef Hoevenaar. Hij vervaardigde onder meer stillevens en tal van tekeningen en etsen van stadsdelen en gebouwen in de stad Utrecht. Van Dokkum was lid van de kunstenaarsverenigingen Arti et Amicitiae te Amsterdam en in Utrecht van het Genootschap Kunstliefde. Van laatstgenoemde was hij tevens directeur. Diverse bekende(re) kunstenaars waren een leerling van Gerrit van Dokkum.

## Werken (selectie)

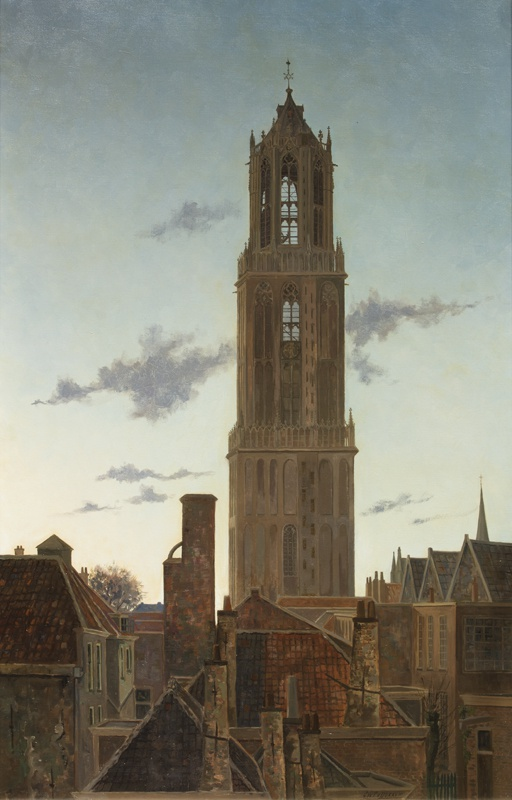
Domtoren, Utrecht
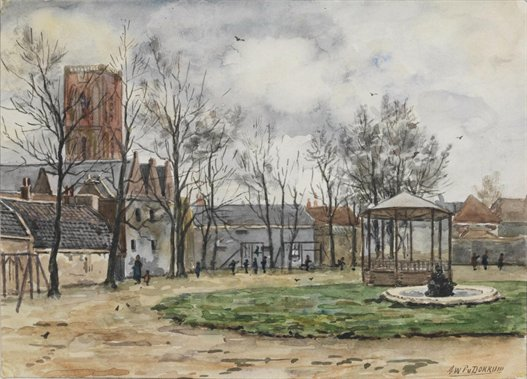
Het Oranjepark te Utrecht begin jaren 1920
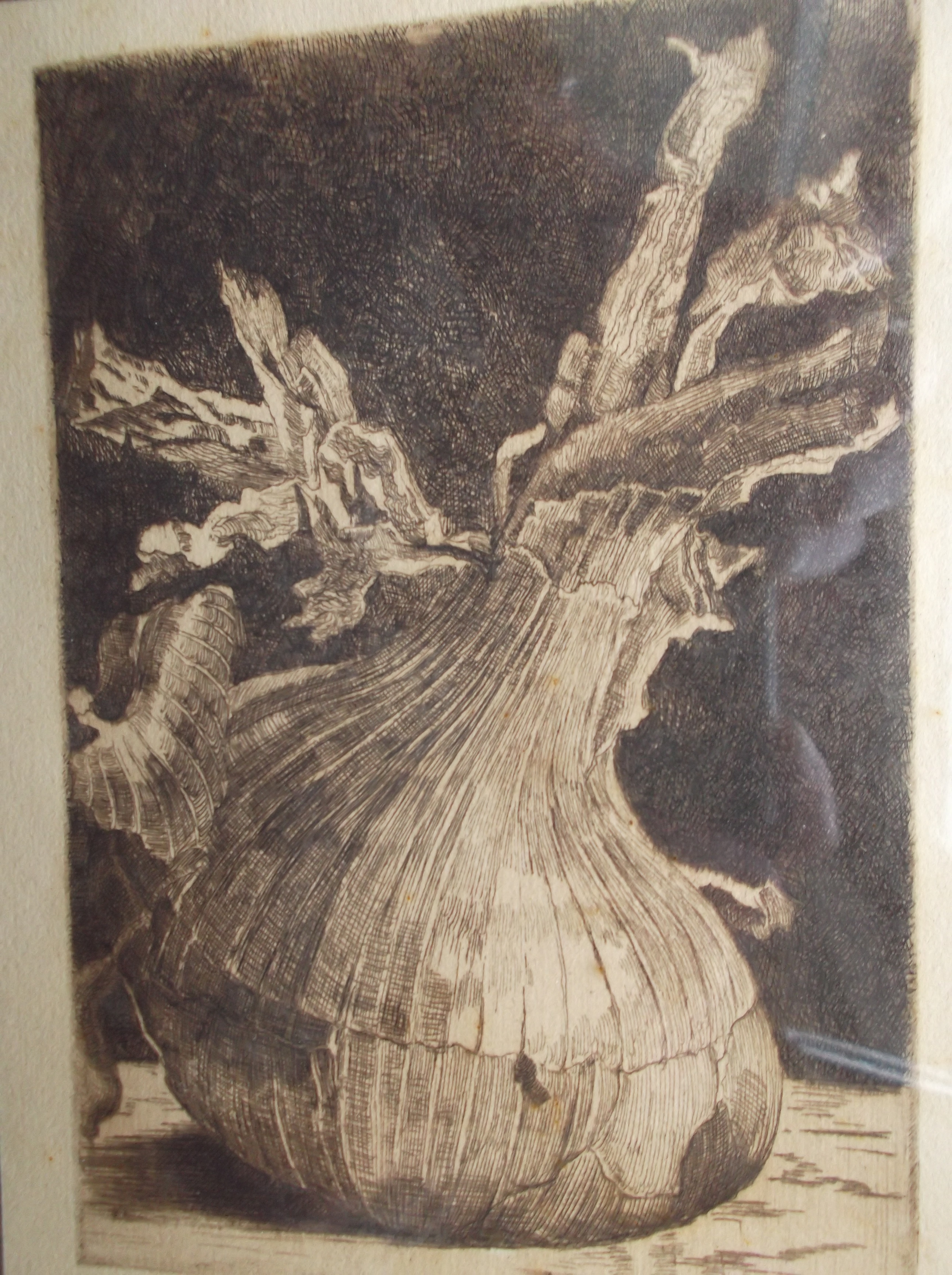
Een ui